# Mary Alden
Mary Alden (Nova York, 18 de juny de 1883 – Woodland Hills, Los Angeles, Califòrnia, 2 de juliol de 1946) va ser una actriu de cinema mut nord-americana. Un dels seus papers més coneguts va ser el de minyona mulata a la pel·lícula “El naixement d'una nació”.

## Biografia

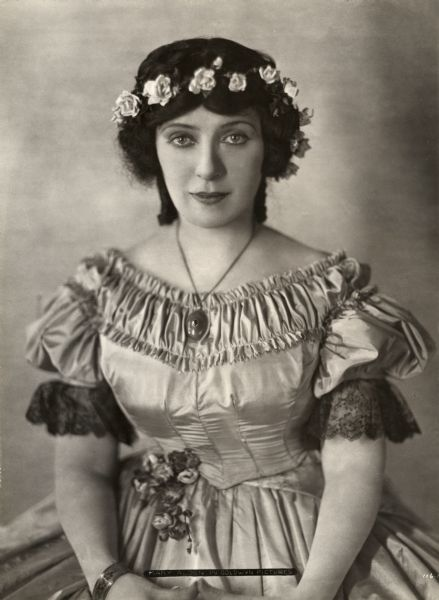
retrat de 1920

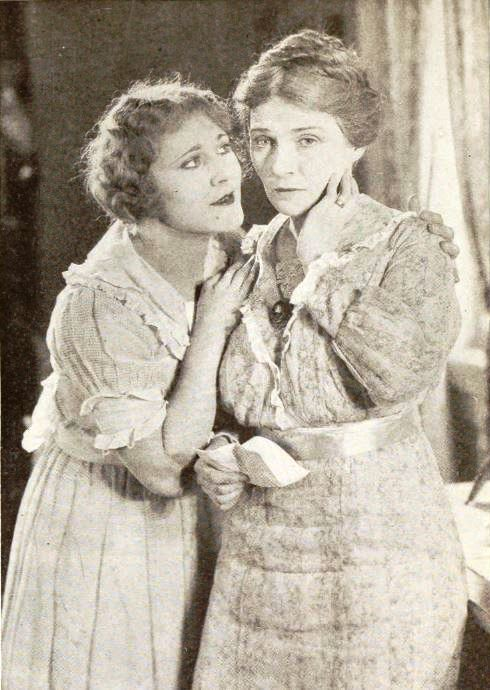
Mary Alden, caracteritzada com a dona gran i Louise Lovely a la pel·lícula "The Old Nest" (1921)

Va néixer el 1883. El lloc de naixença és controvertit i algunes fonts el situen a Nova York mentre que altres situen el naixement a Nova Orleans Als 4 anys va quedar òrfena de la seva mare. Va estudiar a l'Art Student’s League de Nova York.(REF2) Havent conegut la germana de l'actriu teatral Rose Melville va entrar a la companyia Baldwin-Melville. Després va ser contractada per la companyia de Hunter-Bradford. Va actuar entre altres amb Mrs. Fiske i Phillips Smalley. Va entrar, quasi per casualitat, a la indústria del cinema el 1913. Les primeres pel·lícules van ser amb la Ramo Films i posteriorment es va passar a la Reliance-Majestic i la Pathé. Ben aviat, als 22 anys, a rel de la pel·lícula “The Battle of the Sexes” (1914), es va especialitzar en papers de mare. Apart de les pel·lícules ja anomenades, entre la seva filmografia destaca Intolerance: Love's Struggle Throughout the Ages (1916), “Less Than The Dust” (1917), The Old Nest (1921), “The Plastic Age” (1925), “The Joy Girl” (1927), "Ladies of the Mob" (1928), i "Port of Dreams" (1929). Es va retirar del cinema el 1937 i va morir el 2 de juliol de 1946 a residència per actors de Woodland Hill on s'havia retirat quatre anys abans.

## Filmografia

### Cinema mut
- The Better Way (1913)
- The Dividing Line (1913)
- The Grip of Jealousy (1913)
- Man and Woman (1913)
- A Dog-Gone Baron (1913)
- I Should Worry (1913)
- Love and Gold (1913)
- The Worker (1913)
- The Battle of the Sexes (1914)
- The Godfather (1914)
- The Stiletto (1914)
- Cigar Butts (1914)
- The Quicksands (1914)
- Dad's Outlaws (1914)
- Home, Sweet Home (1914)
- The Lover's Gift (1914)
- For the Sake of Kate (1914)
- The Double Knot (1914)
- Lord Chumley (1914)
- The Severed Thong (1914)
- The Weaker Strain (1914)
- The Vengeance of Gold (1914)
- A Red Man's Heart (1914)
- The Second Mrs. Roebuck (1914)
- The Milkfed Boy
- The Unpainted Portrait
- The Wrong Prescription (1914)
- A Woman Scorned (1914)
- The Little Country Mouse (1914)
- Another Chance (1914)
- The Old Maid (1914)
- In Fear of His Past (1914)
- The Old Fisherman's Story (1914)
- What Might Have Been (1915)
- El naixement d'una nació (1915)
- The Lucky Transfer (1915)
- The Slave Girl (1915)
- The Outcast (1915)
- A Man's Prerogative (1915)
- Ghosts (1915)
- Bred in the Bone (1915)
- The Lily and the Rose (1915)
- Her Mother's Daughter (1915)
- Acquitted (1916)
- The Good Bad Man (1916)
- Macbeth (1916)
- An Innocent Magdalene (1916)
- Hell-to-Pay Austin (1916)
- Pillars of Society (1916)
- The Narrow Path (1916)
- Intolerance: Love's Struggle Throughout the Ages (1916)
- Less Than the Dust (1916)
- The Argyle Case (1917)
- The Land of Promise (1917)
- The Naulahka (1918)
- The Narrow Path (1918)
- Common Clay (1919)
- The Unpardonable Sin (1919)
- The Mother and the Law (1919)
- The Broken Butterfly (1919)
- Erstwhile Susan (1919)
- The Inferior Sex (1920)
- Parted Curtains (1920)
- Miss Nobody ( (1920)
- Milestones (1920)
- Honest Hutch (1920)
- Silk Husbands and Calico Wives (1920)
- Trust Your Wife (1921)
- The Witching Hour (1921)
- Snowblind (1921)
- The Old Nest (1921)
- The Man with Two Mothers (1922)
- The Hidden Woman (1922)
- A Woman's Woman (1922)
- Notoriety (1922)
- The Bond Boy (1922)
- Disposing of Mother (1922)
- Has the World Gone Mad! (1923)
- The Tents of Allah (1923)
- The Empty Cradle (1923)
- The Steadfast Heart (1923)
- The Eagle's Feather (1923)
- Pleasure Mad (1923)
- Painted People (1924)
- A Fool’s Awakening (1924)
- When a Girl Loves (1924)
- Babbitt (1924)
- The Beloved Brute (1924)
- Siege (1924)
- Faint Perfume (1925)
- The Happy Warrior (1925)
- Under the Rouge (1925)
- The Unwritten Law (1925)
- Soiled (1925)
- The Plastic Age (1925)
- The Earth Woman (1926)
- Brown of Harvard (1926)
- Lovey Mary (1926)
- April Fool  (1926)
- The Potters (1927)
- The Joy Girl (1927)
- Twin Flappers (1927)
- Fools for Luck  (1928)
- Ladies of the Mob (1928)
- The Cossacks (1928)
- Someone to Love  (1928)

### Cinema sonor
- Sawdust Paradise (1928)
- Port of Dreams (1929)
- The Bad Sister (1931)
- Politics (1931)
- Hell's House (1932)
- When a Feller Needs a Friend (1932)
- Rasputin and the Empress (1932)
- Strange Interlude (1932)
- One More Spring (1935)
- The Great Hotel Murder (1935)
- Gentle Julia (1936)
- Legion of Terror (1936)
- Career Woman (1936)
- That I May Live (1937)